# Gary Graver
Gary Graver (20 juli 1938-16 november 2006)  från Portland, Oregon, USA, har under olika namn regisserat och skådespelat i en mängd olika filmer, i olika genrer, från 1960-talet.

## Fotnoter
1. 1 2  filmportal.de, Filmportal-ID: e6fcc8fb07b24819b852d3368e041283, läst: 9 oktober 2017.[källa från Wikidata]
2. ↑  läs online, www.iht.com  .[källa från Wikidata]